# جمهورية بولندا الشعبية
جمهورية بولندا الشعبية (Polska Rzeczpospolita Ludowa) هي دولة تقع في وسط أوروبا، استمرّ وجودها من عام 1947 إلى عام 1989، وتمثّل سلف جمهورية بولندا الحديثة. بلغ عدد سكانها ما يقرب من 37.9 مليون نسمة في الفترة القريبة من نهاية وجودها، كانت الدولة الشيوعية تكتّلًا سكّانيًا في أوروبا بعد الاتحاد السوفياتي. بوجود حكومة مركزية ماركسية لينينية فرضها الاتحاد السوفييتي بعد الحرب العالمية الثانية، كانت الدولة أحد الموقّعين الرئيسيين على تحالف حلف وارسو. تعتبر وارسو أكبر مدن البلاد والعاصمة الرسمية منذ عام 1947، تليها لودز العاصمة الصناعية وكراكوف العاصمة الثقافية.
يحدّ البلاد من الشمال بحر البلطيق، والاتحاد السوفياتي من الشرق، وتشيكوسلوفاكيا من الجنوب، وألمانيا الشرقية من الغرب.
شكّلت الدولة السابقة جزءًا من تاريخ بولندا المعاصرة يمتدّ بين عامي 1952 و 1989 تحت الإدارة الشيوعية المدعومة من الاتحاد السوفيتي التي تأسست بعد تحرير الجيش الأحمر أراضيها من الاحتلال الألماني في الحرب العالمية الثانية. كان الاسم الرسمي للدولة هو «جمهورية بولندا» (Rzeczpospolita Polska) بين عامي 1947و 1952 وفقًا للدستور الصغير المؤقت لعام 1947. أُدخَل اسم «الجمهورية الشعبية» بموجب دستور عام 1952. وكغيرها من دول الكتلة الشرقية الأخرى (ألمانيا الشرقية وتشيكوسلوفاكيا والمجر ورومانيا وبلغاريا وألبانيا) كانت بولندا تعتبر دولة تابعة لنطاق التأثير السوفياتي، لكنها لم تكن أبدًا جزءًا من الاتّحاد السوفياتي.
كانت جمهورية بولندا الشعبية دولة يسيطر عليها حكم الحزب الواحد، استمرّت فيها الصراعات الداخلية والأصوات المطالب بالديمقراطية ومستوى معيشة أفضل. أصبح حزب العمال البولندي الموحّد الفصيل السياسي المسيطر، ما جعل بولندا رسميًا دولة اشتراكية، مع سياسات أكثر ليبرالية من الدول الأخرى في الكتلة الشرقية. طوال فترة وجودها عانت الدولة من الصعوبات الاقتصادية والاضطرابات في كل عقد تقريبًا. انقسم الشعب بين أولئك الذين دعموا الحزب، وآخرين عارضوه أو رفضوا الانخراط في النشاط السياسي. وبالرغم من هذه الظروف حقّقت البلاد بعض الإنجازات الرائدة مثل التصنيع السريع، والتحضّر في المدن الأصغر أو الأكبر، وتوفير الرعاية الصحية المجانية والتعليم. كان معدّل الولادات مرتفعًا، وتضاعف عدد السكان تقريبًا بين عامي 1947و 1989. كان أكثر إنجازات الحزب نجاحًا هو إعادة بناء وارسو المدمرة بعد الحرب العالمية الثانية والتخلص الكامل من الأمية، التي بلغت نسبتها 30% خلال عام 1931، لتنخفض إلى 2% في عام 1988.
كان الجيش الشعبي البولندي الجزء الرئيسي للقوات المسلحة، على الرغم من أن وحدات الجيش الأحمر كانت متمركزة أيضًا في بولندا كما هو الحال في جميع بلدان حلف وارسو الأخرى. أدارت الدولة المركزية ووزارة الأمن العام وكالات الاستخبارات التي عملت كشرطة سرية، على غرار الشتازي في ألمانيا الشرقية والاستخبارات السوفياتية(كي جي بي) في الاتّحاد السوفياتي. أعيدت تسمية منظمة الشرطة الرسمية، المسؤولة عن حفظ السلام والوقوف في وجه الاحتجاجات، إلى الشرطة الشعبية. ارتكبت فرق النخبة التابعة للاحتياطات الآلية للشرطة الشعبية جرائم فادحة لإبقاء الشيوعيين في السلطة، بما في ذلك سوء معاملة المتظاهرين، واعتقال قادة المعارضة وحتى القتل في الحالات القصوى، إذ قُتَل 22.000 شخص على الأقل من قبل النظام أثناء حكمه. وكانت النتيجة ارتفاع معدل السجناء في بولندا رغم كونها من الدول الأقل معدلات جريمة في العالم.  مجّد حزب العمّال البولندي الحاكم الوضع في بولندا بشكل خيالي، إذ وصف بولندا بأنها مجتمع آمن ومتعلم قريب من المدينة الفاضلة.

## التاريخ
في مؤتمر يالطا في فبراير 1945، أطلع ستالين حلفائه الغربيين فرانكلين روزفلت وونستون تشرشل على الوضع في بولندا كأمر واقع ومُنجَز، إذ كانت قواته المسلحة تحتل البلاد وكان الشيوعيون يسيطرون على إدارتها. كان الاتحاد السوفيتي بصدد دمج الأراضي إلى الشرق من خط كرزون، التي غزاها واحتلّها بين عامي 1939و 1941.
تعويضًا عن ذلك أعطى الاتحاد السوفياتي بولندا الأراضي الألمانية سابقًا المأهولة بالسكان في بوميرانيا وسيليسيا وبراندنبورغ شرق خط أودر-نيسي، بالإضافة إلى النصف الجنوبي من شرق بروسيا. أُكّد على الموضوع في المؤتمر الثلاثي في برلين، والمعروف باسم مؤتمر بوتسدام في أغسطس 1945 بعد نهاية الحرب في أوروبا. كان ستالين مصممًا على أن تصبح الحكومة الجديدة في بولندا أداته نحو جعل بولندا دولة دمية سوفياتية يسيطر عليها الشيوعيون. كانت علاقته مع الحكومة البولندية في المنفى في لندن مقطوعة عام 1943، ولكن لاسترضاء روزفلت وتشرشل وافق في يالطا على تشكيل حكومة ائتلافية. احتفظ الشيوعيون بأغلبية المناصب الرئيسية في هذه الحكومة الجديدة، وبدعم سوفياتي سرعان ما سيطروا على البلاد سيطرة شبه تامّة، مزوّرين جميع الانتخابات.
في يونيو 1946، أُجري استفتاء «ثلاث مرات نعم» حول عدد من القضايا، مثل إلغاء مجلس الشيوخ في بولندا، وإصلاح الأراضي، وجعل خط أودر - نيسيه على الحدود الغربية لبولندا. أصدرت وزارة الداخلية التي يسيطر عليها الشيوعيون نتائج تظهر أن الأسئلة الثلاثة تمّت الموافقة عليها بأغلبية ساحقة. ولكن بعد سنوات كُشَفت أدلة تظهر أن الاستفتاء كان أقرب إلى الاحتيال، والموافقة كانت فقط على السؤال الثالث. ثم استغل فواديسواف غوموكا الانقسام في الحزب الاشتراكي البولندي. أرادت بعض الفصائل التي تضم رئيس الوزراء إدوارد أوسوبكا موراوسكي الانضمام إلى حزب الفلاحين وتشكيل جبهة موحّدة ضد الشيوعيين. جادل آخرون بقيادة جوزيف سيرانكيفيتش أن الاشتراكيين يجب أن يدعموا الشيوعيين في تنفيذ برنامج اشتراكي، بينما يعارضون فرض حكم الحزب الواحد. استمرت الأعمال العدائية السياسية قبل الحرب في التأثير على الأحداث، لم يوافق ستنيسو ميكولاجزيك على تشكيل جبهة موحدة مع الاشتراكيين. لعب الشيوعيون في هذه الانقسامات من خلال إقالة إدوارد بوليسلاف أوسوبكا موراوسكي، وتعيين سيرانكيفيتش رئيسًا للوزراء.
تعرضت المعارضة للاضطهاد في الاستفتاء والانتخابات العامة في يناير 1947. سُمح فقط لمرشحي «الكتلة الديموقراطية» الموالية للحكومة (حزب العمّال البولندي الموحّد، وفصيل سيرانكيفيتش من الحزب الاشتراكي البولندي، والحزب الديمقراطي) بالقيام بحملة انتخابية دون مضايقة. وفي الوقت نفسه مُنع العديد من مرشحي المعارضة من القيام بحملات على الإطلاق. وتعرض حزب الشعب البولندي لميكوجيكزيك بشكل خاص للاضطهاد، إذ عارض إلغاء مجلس الشيوخ كاختبار للقوة ضد الحكومة. وبالرغم من أنه دعم السؤالين الآخرين، وصفت الحكومة التي يهيمن عليها الشيوعيون أعضاء حزب الشعب البولندي ب«الخونة». أشرف على هذا القمع كل ممن غوموكا والرئيس المؤقت بولسلاف بيروت.
وأظهرت النتائج الرسمية للانتخابات فوز الكتلة الديمقراطية بنسبة 80.1 في المائة من الأصوات. وحصلت الكتلة الديمقراطية على 394 مقعدًا مقابل 28 مقعدًا فقط لـحزب الشعب البولندي. استقال ميكوجيكزيك على الفور للاحتجاج على هذه «النتيجة غير المعقولة» المزعومة، وهرب إلى المملكة المتحدة في أبريل بدلًا من مواجهة الاعتقال. في وقت لاحق أعلن بعض المؤرخين أنّ النتائج الرسمية كانت ملفّقة ونتيجة لاحتيال كبير. لم يقم المسؤولون الحكوميون حتى بحساب الأصوات الحقيقية في العديد من المناطق، وقاموا ببساطة بملء الوثائق ذات الصلة وفقًا لتعليمات الشيوعيين. وفي مناطق أخرى أُتلِفَت صناديق الاقتراع أو اُستبدلَت بصناديق تحوي بطاقات اقتراع معبّأة مسبقًا.
كانت انتخابات عام 1947 بمثابة بداية للحكم الشيوعي غير المُقنَّع في بولندا، على الرغم من أنها لم تتحول رسميًا إلى جمهورية بولندا الشعبية حتى اعتماد دستور عام 1952. ومع ذلك لم يدعم غوموكا أبدًا سيطرة ستالين على الشيوعيين البولنديين، لذلك سرعان ما اُستبدَل كزعيم للحزب ببيروت الأكثر مرونة. في عام 1948 عزز الشيوعيون سلطتهم، واتحدوا مع فصيل سيرانكيفيتش من الحزب الاشتراكي البولندي لتشكيل حزب العمال البولندي المتحد (المعروف في بولندا باسم «الحزب»)، والذي احتكر السلطة السياسية في بولندا حتى عام 1989. في عام 1949 تسلّم المارشال السوفياتي المولود في بولندا قنسطنطين روكوسوفسكي منصب وزير الدفاع الوطني، وحظي بلقب مارشال بولندا، وفي عام 1952 أصبح نائب رئيس مجلس الوزراء.
أُممَّت الصناعة الخاصة خلال السنوات التالية، وتمّ الاستيلاء على الأراضي من مالكيها قبل الحرب وإعادة توزيعها على المزارعين من الطبقة الدنيا، ونُقَل ملايين البولنديين من الأراضي الشرقية إلى الأراضي المأخوذة من ألمانيا. كان من المقرر أن تتماشى بولندا مع النموذج السوفياتي لـ «ديمقراطية الشعب» والاقتصاد الاشتراكي المخطط مركزيًا. باشرت الحكومة أيضًا بتطبيق الزراعة الجماعية أو المشتركة، على الرغم من أن وتيرة الخطى هذه كانت أبطأ مما كانت عليه في الدول التابعة الأخرى، بقيت بولندا الدولة الوحيدة في الكتلة الشرقية حيث هيمن المزارعون الأفراد على الزراعة.
من خلال توازن دقيق بين الاتفاق والتنازل والمقاومة وبعد التوقيع على اتفاقية التعايش مع النظام الشيوعي، حافظ الأسقف ستيفان فيزيوسكي على الكنيسة البولندية وعززها خلال حكم سلسلة من القادة الحكوميين الفاشلين. وُضِع قيد الإقامة الجبرية من عام 1953 إلى عام 1956 بسبب فشله في معاقبة أساقفة شاركوا في نشاطات معارضة للحكومة.
توفي بيروت في مارس 1956، وحلّ محلّه إدوارد أوشاب الذي شغل هذا المنصب لمدة سبعة أشهر. في يونيو أضرب العمال في مدينة بوزنان الصناعية، في ما أصبح يعرف باسم احتجاجات بوزنان 1956. بدأت الأصوات ترتفع في الحزب وبين المثقفين الذين يطالبون بإصلاحات أوسع للنظام الستاليني. في نهاية المطاف تسلّم غوموكا من جديد زمام السلطة وحل محل أوشاب كزعيم للحزب. أُقصي الستالينيون المتشددون من السلطة وفُصَل العديد من الضباط السوفيات الذين يخدمون في الجيش البولندي. وكان هذا بمثابة نهاية الحقبة الستالينية.